# Lippia rhodocnemis
Lippia rhodocnemis là một loài thực vật có hoa trong họ Cỏ roi ngựa. Loài này được Mart. & Schauer mô tả khoa học đầu tiên năm 1847.